# Parti populaire de Galice
Le Parti populaire de Galice (en espagnol : Partido Popular de Galicia, PPdeG) est la fédération territoriale du Parti populaire (PP) en Galice.
Issu de l'Alliance populaire (AP), le PPdeG a passé la plus grande partie de son histoire au pouvoir au gouvernement régional, tandis qu'il alternait entre majorité et opposition dans les principales villes galiciennes. Depuis sa création, il a toujours joui du statut de première force politique parlementaire du territoire.

## Présidents
| Titulaire             | Dates                                                         | Fonction |
| --------------------- | ------------------------------------------------------------- | --- |
| Manuel Fraga          | 20 avril 1991 – 15 janvier 2006 (14 ans, 11 mois et 26 jours) | Ministre de l'Information et du Tourisme (1962-1969) Ministre de l'Intérieur (1975-1976) Secrétaire général d'Alliance populaire (1977-1979) Président d'Alliance populaire (1979-1987) Président du Parti populaire (1989-1990) Président de la Junte (1990-2005) |
| Alberto Núñez Feijóo, | 15 janvier 2006 – 30 mars 2022 (16 ans, 2 mois et 15 jours)   | Conseiller à la Politique territoriale (2003-2005) Président de la Junte (2009-2022) Président du Parti populaire (depuis 2022) |
| Alfonso Rueda         | depuis le 22 mai 2022 (3 ans et 2 mois)                       | Conseiller à la Présidence (2009-2022) Président de la Junte (depuis 2022) |

## Résultats électoraux

### Parlement de Galice
| Année | Chef de file         | Voix    | %        | #      | Sièges  | Gouvernement                                |
| ----- | -------------------- | ------- | -------- | ------ | ------- | ------------------------------------------- |
| 1989  | Manuel Fraga         | 583 579 | 44,20    | 1er    | 34 / 75 | Fraga I                                     |
| 1993  | Manuel Fraga         | 763 839 | 52,62 () | 1er () | 43 / 75 | Fraga II                                    |
| 1997  | Manuel Fraga         | 832 751 | 52,88 () | 1er () | 42 / 75 | Fraga III                                   |
| 2001  | Manuel Fraga         | 791 885 | 52,51 () | 1er () | 41 / 75 | Fraga IV                                    |
| 2005  | Manuel Fraga         | 756 562 | 45,23 () | 1er () | 37 / 75 | Opposition                                  |
| 2009  | Alberto Núñez Feijóo | 789 427 | 47,47 () | 1er () | 38 / 75 | Feijóo I                                    |
| 2012  | Alberto Núñez Feijóo | 661 281 | 45,80 () | 1er () | 41 / 75 | Feijóo II                                   |
| 2016  | Alberto Núñez Feijóo | 682 150 | 47,56 () | 1er () | 41 / 75 | Feijóo III                                  |
| 2020  | Alberto Núñez Feijóo | 627 762 | 47,96 () | 1er () | 42 / 75 | Feijóo IV (2020-2022) ; Rueda I (2022-2024) |
| 2024  | Alfonso Rueda        | 711 713 | 47,39 () | 1er () | 40 / 75 | Rueda II                                    |

## Identité visuelle

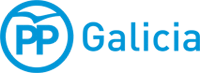
Logo de 2015 à 2019.
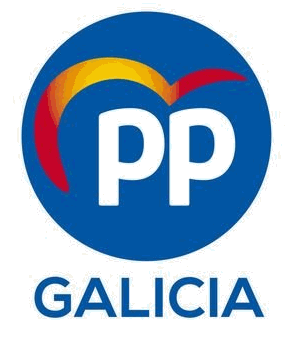
Logo de 2019 à 2022.
Logo depuis 2022.